# ندا دار
ندا دار (انگلیسی: Nida Dar؛ زادهٔ ۲ ژانویهٔ ۱۹۸۷) بازیکن کریکت اهل پاکستان است.